# Coconino National Forest
Der Coconino National Forest ist ein National Forest rund um die Städte Flagstaff und Sedona im nördlichen Arizona.

## Geographie
Die Höhenlage beträgt zwischen 800 m am Verde River und 3851 am Humphreys Peak. Ein Großteil des Gebietes ist Hochplateau mit um die 2100 m an Höhe, das im Süden von der Mogollon Rim begrenzt wird. Der National Forest wird von vier anderen National Forests begrenzt (Kaibab im Westen, Prescott im Südwesten, Tonto im Süden und Apache-Sitgreaves im Südosten) und besteht aus vier verschiedenen Districts.

### Peaks District

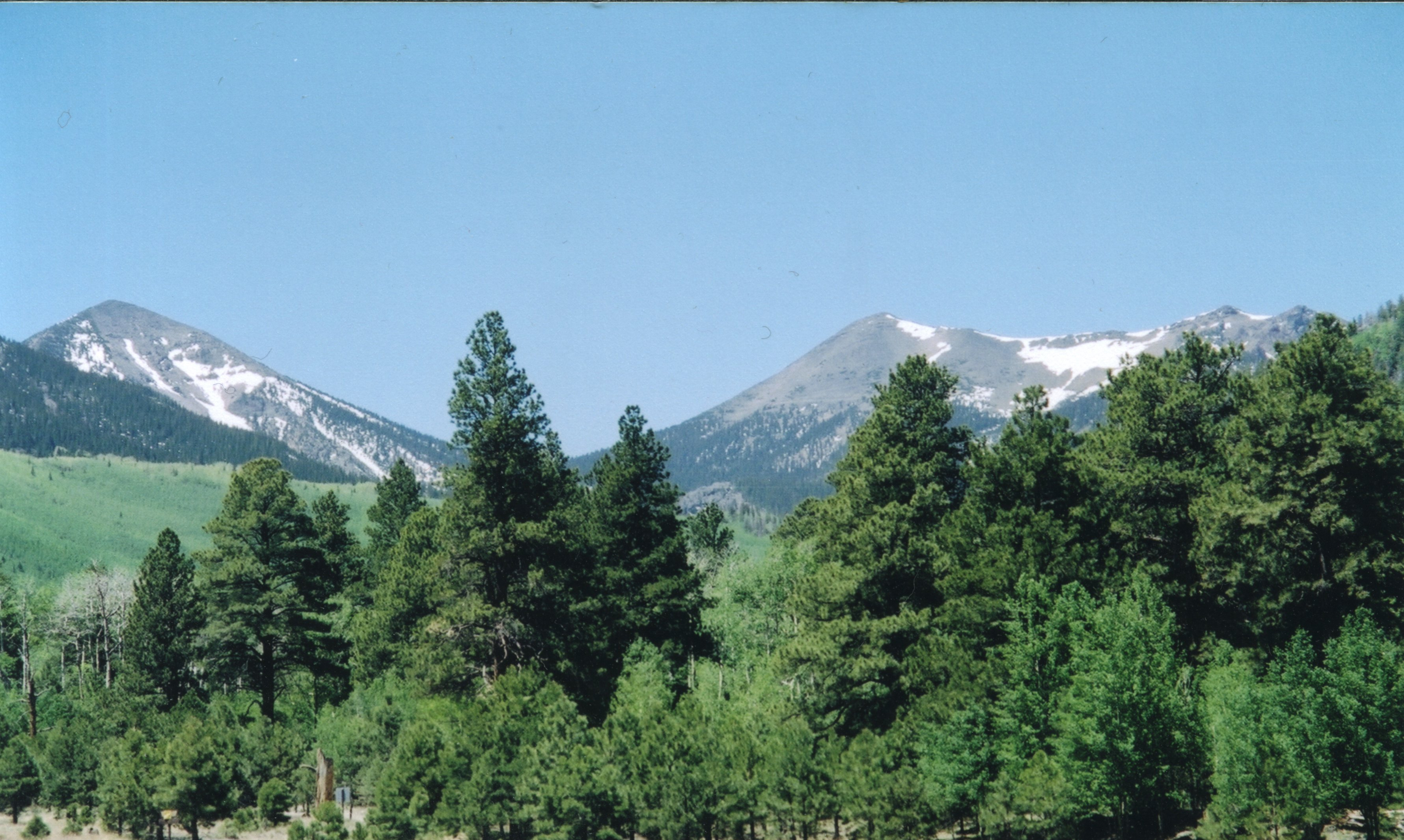
Fremont Peak links, Agassiz Peak mittig

Der Peaks District umfasst die San Francisco Peaks mit den höchsten Bergen in Arizona, darunter der Humphreys Peak mit 3851 m. Sie sind Teil des 4700 km² großen San Francisco-Vulkanfeldes, von dem ein Großteil im National Forest liegt. Das Vulkanfeld umfasst diverse geologische Formationen wie z. B. Schlackenkegel und Lavaröhren (Lava River Cave). Innerhalb des Peaks District liegen die drei National Monuments Sunset Crater, Walnut Canyon und Wupatki, letzteres an der Nordostgrenze des Districts.

### Red Rock District
Der Red Rock District umfasst die Umgebung des Ortes Sedona mit seinen Härtlingen, Tafelbergen und Canyons, wie z. B. den Sycamore Canyon. Sedona ist zusammen mit dem Oak Creek Canyon und dem nahegelegenen Slide Rock State Park ein beliebtes Ausflugsziel und somit von touristischer Bedeutung. Diese Gegend liegt etwas tiefer als der Rest des National Forests, weshalb im Sommer die Temperaturen stärker steigen.

### Mormon Lake District
Der Mormon Lake District liegt südlich von Flagstaff und umfasst neben dem namensgebenden Mormon Lake auch noch andere Seen, wie z. B. den Ashurst Lake oder den Marshall Lake. Weiterhin liegt die Anderson Mesa Station des Lowell-Observatoriums in der Nähe. Im Südwesten des Gebietes liegen die beiden schmalen Stauseen Upper Lake Mary und Lower Lake Mary. Während ersterer auch in der Sommermonaten noch mit Wasser gefüllt ist, verwandelt sich letzterer in den Sommermonaten zu einer Feuchtwiese.

### Mogollon Rim District
Der Mogollon Rim District ähnelt in seinen geographischen Gegebenheiten dem Mormon Lake District. So umfasst er auch viele kleine Seen und Bäche, die die großen Gelb-Kiefernwälder durchfließen. Südlich des Districts liegt der Tonto National Forest.

## Geschichte

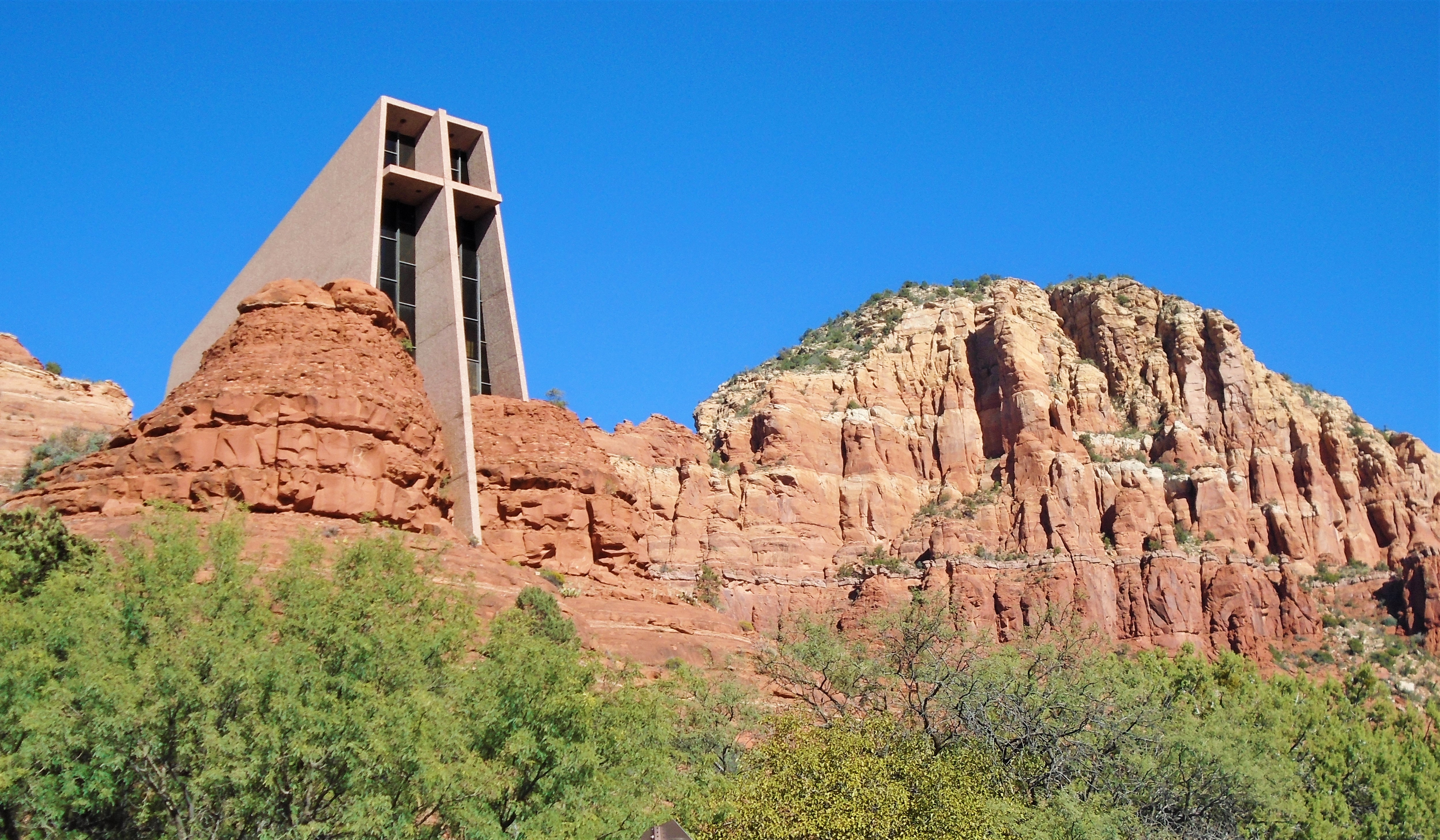
Die Chapel of the Holy Cross

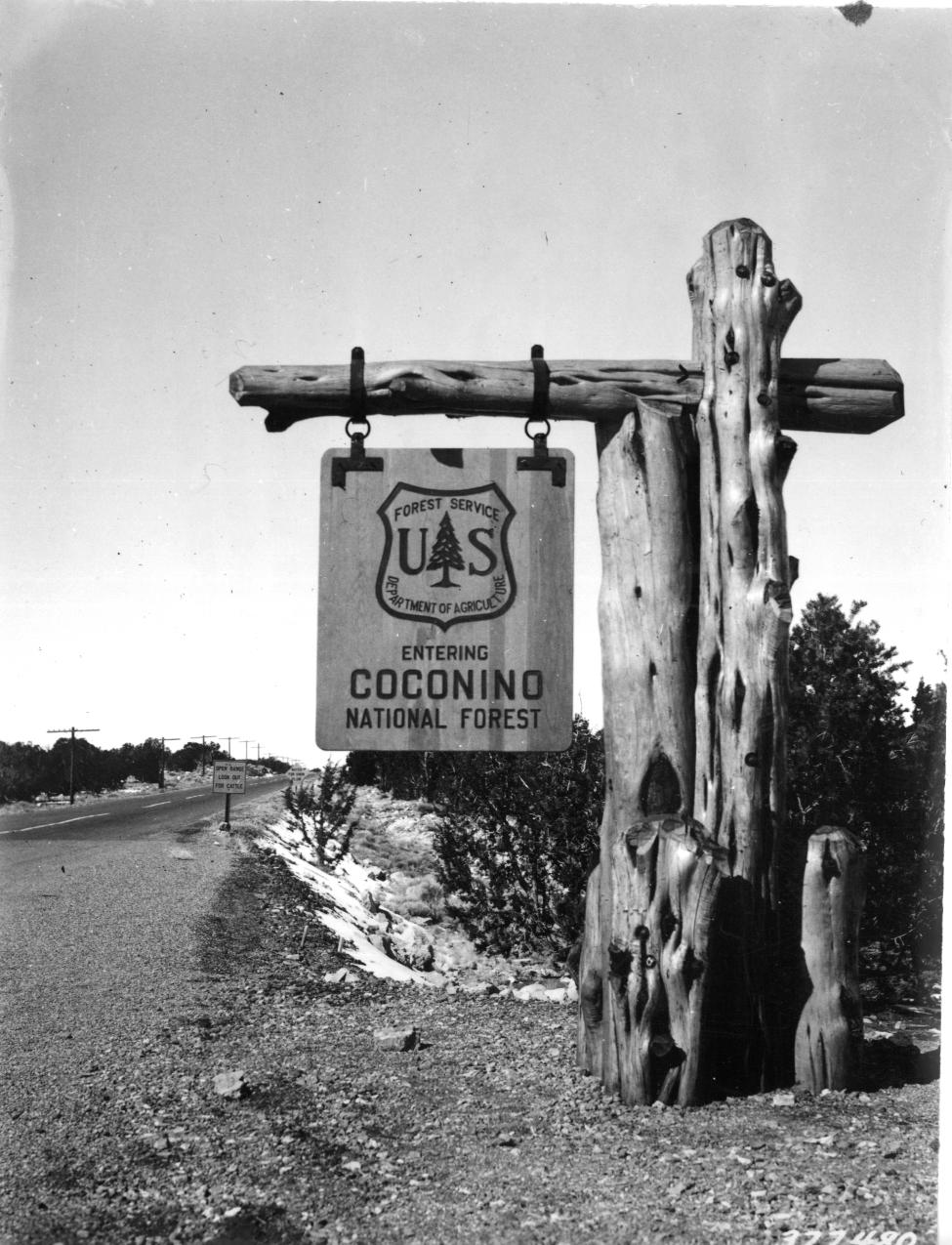
Willkommensschild aus dem Jahr 1939

1898 wurde vom damaligen US-Präsidenten William McKinley ein Gebiet unter dem Namen San Francisco Mountain Forest Reserve unter Schutz gestellt. Dieser Maßnahme stand man in der Gegend nicht freundlich gegenüber. Im Jahre 1908 entstand der heutige Coconino National Forest aus Teilen der Black Mesa, Grand Canyon, San Francisco Mountains und Tonto National Forests.
1957 wurde bei Sedona auf dem Gebiet des Coconino National Forest die Chapel of the Holy Cross eingeweiht, die heute ein beliebtes Touristenziel ist. Die Errichtung war nur mit einer Sondergenehmigung des United States Forest Service möglich.

## Vegetation
Aufgrund des trockenen Klimas kommen nur wenige sommergrüne Bäume vor, verbreitet sind immergrüne Bäume wie Koniferen, besonders die Gelb-Kiefer. Die Vegetation unterscheidet sich aufgrund der Höhenlage. An den tiefsten Stellen des National Forests kommen nur Sträucher sowie Wüsten-Beifuß vor. Auf der nächsten Höhenstufe zwischen 1400 und 2000 m sind der Alligator- sowie der Utah-Wacholder die vorherrschenden Baumarten. Daneben gibt es Agave parryi, Arizona-Zypressen, verschiedene Arten der Bärentrauben und Opuntien, Palmlilien und Pinyon-Kiefern. Diese Landschaft wird als Juniper-Pinyon Woodlands bezeichnet. Auf 2000 bis 2400 m sind neben den Gelb-Kiefern auch Amerikanische Zitterpappeln, Gambel-Eichen und Rocky-Mountain-Wacholder vorkommend. Im Gebiet der San Francisco Peaks kommen neben Koniferen Engelmann- und Stech-Fichten auch Douglasien, Felsengebirgs-Tannen, Grannen-Kiefern sowie Pinus flexilis. Ganz vereinzelt sind Amerikanische Zitterpappeln anzutreffen. Auf über 3400 m nimmt die Vegetation merklich ab, einzelne Grannen-Kiefern kommen noch unterhalb der Baumgrenze vor. Oberhalb der Baumgrenze wachsen nur noch verschiedene Gras- und Flechtenarten und Wildblumen.

## Waldbrände
Die Waldbrandgefahr ist im Coconino National Forest sehr hoch, weil besonders im Frühling und Sommer die Regenmenge sehr niedrig ist, die Temperaturen sehr hoch und starke Winde vorherrschen. Aufgrund dieser sehr hohen Waldbrandgefahr können die Wälder in den Monaten Mai und Juli für das Betreten komplett gesperrt werden. Zur Verhinderung von Waldbränden wurde sogar schon der Wald um die einzelnen Orte kontrolliert abgebrannt und ausgedünnt.

## Wildernesses
Im oder teilweise im Coconino National Forest liegen die folgenden zehn Wilderness Areas:
- Fossil Springs Wilderness
- Kachina Peaks Wilderness
- Kendrick Mountain Wilderness
- Mazatzal Mountain Wilderness
- Munds Mountain Wilderness
- Red Rock-Secret Mountain Wilderness
- Strawberry Crater Wilderness
- Sycamore Canyon Wilderness
- West Clear Creek Wilderness
- Wet Beaver Wilderness

## Weblink
- Offizielle Webseite